# Nepophasmophaga facialis
Nepophasmophaga facialis là một loài ruồi trong họ Tachinidae.